# Понти ди Пјевескола (Сијена)
Понти ди Пјевескола је насеље у Италији у округу Сијена, региону Тоскана.
Према процени из 2011. у насељу је живело 8 становника. Насеље се налази на надморској висини од 229 м.